# Mid-Ohio Sports Car Challenge 2011
 (août 2023).
Navigation
Édition précédente Édition suivante
Le Mid-Ohio Sports Car Challenge 2011 (2011 Mid-Ohio Sports Car Challenge ), disputé sur le 5 aout 2011 sur le Mid-Ohio Sports Car Course est la cinquième manche de American Le Mans Series 2011 et la 40e édition de cette manifestation sportive.

## Qualifications
| Pos. | Classe | N° | Écurie                          | Pilote                 | Temps    | Grille |
| ---- | ------ | -- | ------------------------------- | ---------------------- | -------- | ------ |
| 1    | LMP1   | 16 | Dyson Racing Team               | Guy Smith              | 1:12.727 | 1      |
| 2    | LMP1   | 6  | Muscle Milk Aston Martin Racing | Klaus Graf             | 1:12.892 | 2      |
| 3    | LMP1   | 20 | Oryx Dyson Racing               | Steven Kane            | 1:13.607 | 3      |
| 4    | LMP1   | 12 | Autocon                         | Chris McMurry          | 1:17.035 | 4      |
| 5    | LMPC   | 06 | CORE Autosport                  | Gunnar Jeannette       | 1:17.281 | 5      |
| 6    | LMPC   | 89 | Intersport Racing (en)          | Kyle Marcelli          | 1:17.332 | 6      |
| 7    | LMPC   | 37 | Intersport Racing (en)          | Jon Field              | 1:17.670 | 7      |
| 8    | LMPC   | 63 | Genoa Racing                    | Eric Lux               | 1:17.972 | 8      |
| 9    | LMPC   | 52 | PR1/Mathiasen Motorsports       | Javier Echeverria      | 1:18.540 | 9      |
| 10   | LMPC   | 05 | CORE Autosport                  | Frankie Montecalvo     | 1:18.684 | 10     |
| 11   | LMPC   | 18 | Performance Tech Motorsports    | Anthony Nicolosi       | 1:19.032 | 11     |
| 12   | GT     | 56 | BMW Team RLL                    | Joey Hand              | 1:20.539 | 12     |
| 13   | GT     | 55 | BMW Team RLL                    | Dirk Werner            | 1:20.655 | 13     |
| 14   | GT     | 62 | Risi Competizione               | Jaime Melo             | 1:20.745 | 14     |
| 15   | GT     | 45 | Flying Lizard Motorsports       | Jörg Bergmeister       | 1:20.917 | 15     |
| 16   | GT     | 4  | Corvette Racing                 | Oliver Gavin           | 1:20.944 | 16     |
| 17   | GT     | 02 | Extreme Speed Motorsports       | Guy Cosmo              | 1:21.068 | 17     |
| 18   | GT     | 01 | Extreme Speed Motorsports       | Johannes van Overbeek  | 1:21.256 | 18     |
| 19   | GT     | 3  | Corvette Racing                 | Tommy Milner           | 1:21.280 | 19     |
| 20   | GT     | 17 | Team Falken Tire (en)           | Bryan Sellers          | 1:21.921 | 20     |
| 21   | GT     | 04 | Robertson Racing                | Anthony Lazzaro        | 1:22.128 | 21     |
| 22   | GT     | 99 | Jaguar RSR                      | Bruno Junqueira        | 1:22.569 | 22     |
| 23   | GT     | 98 | Jaguar RSR                      | P. J. Jones (en)       | 1:22.971 | 23     |
| 24   | GT     | 48 | Paul Miller Racing              | Sascha Maassen         | 1:23.084 | 24     |
| 25   | GT     | 40 | Robertson Racing                | Melanie Snow           | 1:23.854 | 25     |
| 26   | GT     | 44 | Flying Lizard Motorsports       | Seth Neiman            | 1:24.712 | 26     |
| 27   | GTC    | 66 | TRG                             | Spencer Pumpelly       | 1:26.602 | 27     |
| 28   | GTC    | 23 | Alex Job Racing                 | Leh Keen               | 1:26.614 | 28     |
| 29   | GTC    | 54 | Black Swan Racing               | Jeroen Bleekemolen     | 1:26.741 | 29     |
| 30   | GTC    | 77 | Magnus Racing                   | Craig Stanton (en)     | 1:27.336 | 30     |
| 31   | GTC    | 68 | TRG                             | Dion von Moltke        | 1:27.429 | 31     |
| 32   | GTC    | 11 | JDX Racing                      | Nick Ham               | 1:27.784 | 32     |
| 33   | GTC    | 34 | Green Hornet/Black Swan Racing  | Drapeau des États-Unis | 1:27.791 | 33     |

## Course
Voici le classement provisoire au terme de la course.

- Les vainqueurs de chaque catégorie sont signalés par un fond jauni.
- Pour la colonne Pneus, il faut passer le curseur au-dessus du modèle pour connaître le manufacturier de pneumatiques.

| Pos.   | Cat  | n° | Ecurie                          | Pilotes                               | Châssis                                 | Pneus | Tours |
| Pos.   | Cat  | n° | Ecurie                          | Pilotes                               | Moteur                                  | Pneus | Tours |
| ------ | ---- | -- | ------------------------------- | ------------------------------------- | --------------------------------------- | ----- | ----- |
| 1      | LMP1 | 6  | Muscle Milk Aston Martin Racing | Lucas Luhr Klaus Graf                 | Lola-Aston Martin B08/62                | M     | 96    |
| 1      | LMP1 | 6  | Muscle Milk Aston Martin Racing | Lucas Luhr Klaus Graf                 | Aston Martin 6.0 L V12                  | M     | 96    |
| 2      | LMP1 | 16 | Dyson Racing Team               | Chris Dyson Guy Smith                 | Lola B09/86                             | D     | 96    |
| 2      | LMP1 | 16 | Dyson Racing Team               | Chris Dyson Guy Smith                 | Mazda MZR-R 2.0 L I4 Turbo (Isobutanol) | D     | 96    |
| 3      | LMPC | 89 | Intersport Racing (en)          | Kyle Marcelli Tomy Drissi             | Oreca FLM09                             | M     | 93    |
| 3      | LMPC | 89 | Intersport Racing (en)          | Kyle Marcelli Tomy Drissi             | Chevrolet LS3 6.2 L V8                  | M     | 93    |
| 4      | LMPC | 37 | Intersport Racing (en)          | Jon Field Clint Field                 | Oreca FLM09                             | M     | 93    |
| 4      | LMPC | 37 | Intersport Racing (en)          | Jon Field Clint Field                 | Chevrolet LS3 6.2 L V8                  | M     | 93    |
| 5      | LMPC | 52 | PR1/Mathiasen Motorsports       | David Cheng Javier Echeverría         | Oreca FLM09                             | M     | 93    |
| 5      | LMPC | 52 | PR1/Mathiasen Motorsports       | David Cheng Javier Echeverría         | Chevrolet LS3 6.2 L V8                  | M     | 93    |
| 6      | GT   | 17 | Team Falken Tire (en)           | Wolf Henzler Bryan Sellers            | Porsche 911 GT3 RSR                     | F     | 92    |
| 6      | GT   | 17 | Team Falken Tire (en)           | Wolf Henzler Bryan Sellers            | Porsche 4.0 L Flat-6                    | F     | 92    |
| 7      | GT   | 4  | Corvette Racing                 | Oliver Gavin Jan Magnussen            | Chevrolet Corvette C6.R                 | M     | 92    |
| 7      | GT   | 4  | Corvette Racing                 | Oliver Gavin Jan Magnussen            | Chevrolet 5.5 L V8                      | M     | 92    |
| 8      | GT   | 55 | BMW Team RLL                    | Bill Auberlen Dirk Werner             | BMW M3 GT2                              | D     | 92    |
| 8      | GT   | 55 | BMW Team RLL                    | Bill Auberlen Dirk Werner             | BMW 4.0 L V8                            | D     | 92    |
| 9      | GT   | 56 | BMW Team RLL                    | Dirk Müller Joey Hand                 | BMW M3 GT2                              | D     | 92    |
| 9      | GT   | 56 | BMW Team RLL                    | Dirk Müller Joey Hand                 | BMW 4.0 L V8                            | D     | 92    |
| 10     | GT   | 01 | Extreme Speed Motorsports       | Scott Sharp Johannes van Overbeek     | Ferrari 458 Italia GT2                  | M     | 92    |
| 10     | GT   | 01 | Extreme Speed Motorsports       | Scott Sharp Johannes van Overbeek     | Ferrari 4.5 L V8                        | M     | 92    |
| 11     | GT   | 3  | Corvette Racing                 | Olivier Beretta Tommy Milner          | Chevrolet Corvette C6.R                 | M     | 92    |
| 11     | GT   | 3  | Corvette Racing                 | Olivier Beretta Tommy Milner          | Chevrolet 5.5 L V8                      | M     | 92    |
| 12     | LMPC | 06 | CORE Autosport                  | Gunnar Jeannette Ricardo González     | Oreca FLM09                             | M     | 91    |
| 12     | LMPC | 06 | CORE Autosport                  | Gunnar Jeannette Ricardo González     | Chevrolet LS3 6.2 L V8                  | M     | 91    |
| 13     | GT   | 04 | Robertson Racing                | David Murry Anthony Lazzaro           | Ford GT-R Mk.VII                        | M     | 91    |
| 13     | GT   | 04 | Robertson Racing                | David Murry Anthony Lazzaro           | Élan 5.0 L V8                           | M     | 91    |
| 14     | LMPC | 63 | Genoa Racing                    | Eric Lux Christian Zugel              | Oreca FLM09                             | M     | 91    |
| 14     | LMPC | 63 | Genoa Racing                    | Eric Lux Christian Zugel              | Chevrolet LS3 6.2 L V8                  | M     | 91    |
| 15     | GT   | 48 | Paul Miller Racing              | Bryce Miller Sascha Maassen           | Porsche 911 GT3 RSR                     | Y     | 91    |
| 15     | GT   | 48 | Paul Miller Racing              | Bryce Miller Sascha Maassen           | Porsche 4.0 L Flat-6                    | Y     | 91    |
| 16     | GT   | 45 | Flying Lizard Motorsports       | Jörg Bergmeister Patrick Long         | Porsche 911 GT3 RSR                     | M     | 91    |
| 16     | GT   | 45 | Flying Lizard Motorsports       | Jörg Bergmeister Patrick Long         | Porsche 4.0 L Flat-6                    | M     | 91    |
| 17     | LMPC | 05 | CORE Autosport                  | Jon Bennett Frankie Montecalvo        | Oreca FLM09                             | M     | 90    |
| 17     | LMPC | 05 | CORE Autosport                  | Jon Bennett Frankie Montecalvo        | Chevrolet LS3 6.2 L V8                  | M     | 90    |
| 18     | GT   | 44 | Flying Lizard Motorsports       | Darren Law Seth Neiman                | Porsche 911 GT3 RSR                     | M     | 89    |
| 18     | GT   | 44 | Flying Lizard Motorsports       | Darren Law Seth Neiman                | Porsche 4.0 L Flat-6                    | M     | 89    |
| 19     | LMP1 | 12 | Autocon                         | Tony Burgess Chris McMurry            | Lola B06/10                             | D     | 88    |
| 19     | LMP1 | 12 | Autocon                         | Tony Burgess Chris McMurry            | AER P32C 4.0 L V8 Turbo (Isobutanol)    | D     | 88    |
| 20     | GT   | 98 | Jaguar RSR                      | P. J. Jones (en) Rocky Moran Jr. (en) | Jaguar XKR GT                           | D     | 88    |
| 20     | GT   | 98 | Jaguar RSR                      | P. J. Jones (en) Rocky Moran Jr. (en) | Jaguar 5.0 L V8                         | D     | 88    |
| 21     | GT   | 99 | Jaguar RSR                      | Bruno Junqueira Kenny Wilden          | Jaguar XKR GT                           | D     | 88    |
| 21     | GT   | 99 | Jaguar RSR                      | Bruno Junqueira Kenny Wilden          | Jaguar 5.0 L V8                         | D     | 88    |
| 22     | GTC  | 66 | TRG                             | Duncan Ende (en) Spencer Pumpelly     | Porsche 911 GT3 Cup                     | Y     | 87    |
| 22     | GTC  | 66 | TRG                             | Duncan Ende (en) Spencer Pumpelly     | Porsche 4.0 L Flat-6                    | Y     | 87    |
| 23     | GTC  | 54 | Black Swan Racing               | Tim Pappas Jeroen Bleekemolen         | Porsche 911 GT3 Cup                     | Y     | 87    |
| 23     | GTC  | 54 | Black Swan Racing               | Tim Pappas Jeroen Bleekemolen         | Porsche 4.0 L Flat-6                    | Y     | 87    |
| 24     | GTC  | 77 | Magnus Racing                   | John Potter Craig Stanton (en)        | Porsche 911 GT3 Cup                     | Y     | 87    |
| 24     | GTC  | 77 | Magnus Racing                   | John Potter Craig Stanton (en)        | Porsche 4.0 L Flat-6                    | Y     | 87    |
| 25     | LMPC | 18 | Performance Tech Motorsports    | Anthony Nicolosi Jarrett Boon         | Oreca FLM09                             | M     | 87    |
| 25     | LMPC | 18 | Performance Tech Motorsports    | Anthony Nicolosi Jarrett Boon         | Chevrolet LS3 6.2 L V8                  | M     | 87    |
| 26     | GTC  | 11 | JDX Racing                      | Nick Ham Chris Cumming                | Porsche 911 GT3 Cup                     | Y     | 87    |
| 26     | GTC  | 11 | JDX Racing                      | Nick Ham Chris Cumming                | Porsche 4.0 L Flat-6                    | Y     | 87    |
| 27 DNF | GT   | 62 | Risi Competizione               | Jaime Melo Toni Vilander              | Ferrari 458 Italia GT2                  | M     | 86    |
| 27 DNF | GT   | 62 | Risi Competizione               | Jaime Melo Toni Vilander              | Ferrari 4.5 L V8                        | M     | 86    |
| 28     | GTC  | 23 | Alex Job Racing                 | Bill Sweedler Leh Keen                | Porsche 911 GT3 Cup                     | Y     | 86    |
| 28     | GTC  | 23 | Alex Job Racing                 | Bill Sweedler Leh Keen                | Porsche 4.0 L Flat-6                    | Y     | 86    |
| 29     | GT   | 40 | Robertson Racing                | Andrea Robertson Melanie Snow         | Ford GT-R Mk.VII                        | M     | 86    |
| 29     | GT   | 40 | Robertson Racing                | Andrea Robertson Melanie Snow         | Élan 5.0 L V8                           | M     | 86    |
| 30     | GTC  | 34 | Green Hornet Black Swan Racing  | Peter LeSaffre Andrew Davis           | Porsche 911 GT3 Cup                     | Y     | 85    |
| 30     | GTC  | 34 | Green Hornet Black Swan Racing  | Peter LeSaffre Andrew Davis           | Porsche 4.0 L Flat-6                    | Y     | 85    |
| 31     | GTC  | 68 | TRG                             | Dion von Moltke Mark Bunting          | Porsche 911 GT3 Cup                     | Y     | 82    |
| 31     | GTC  | 68 | TRG                             | Dion von Moltke Mark Bunting          | Porsche 4.0 L Flat-6                    | Y     | 82    |
| 32 DNF | GT   | 02 | Extreme Speed Motorsports       | Ed Brown Guy Cosmo                    | Ferrari 458 Italia GT2                  | M     | 78    |
| 32 DNF | GT   | 02 | Extreme Speed Motorsports       | Ed Brown Guy Cosmo                    | Ferrari 4.5 L V8                        | M     | 78    |
| 33 DNF | LMP1 | 20 | Oryx Dyson Racing               | Humaid Al Masaood Steven Kane         | Lola B09/86                             | D     | 38    |
| 33 DNF | LMP1 | 20 | Oryx Dyson Racing               | Humaid Al Masaood Steven Kane         | Mazda MZR-R 2.0 L I4 Turbo (Isobutanol) | D     | 38    |

La course a été marquée d'un drapeau rouge avec environ 10 minutes avant la fin en raison de fortes pluies. L'écurie Falken Tyre avait de très bons pneus pluie et cela lui a permis de gagner leur première victoire en ALMS. Le pilote Wolf Henzler était cinquième dans sa catégorie avant que la pluie ne commence à tomber et il s'est frayé un chemin jusqu'à la première place en juste un tour.